# 合法ドラッグ (漫画)
『合法ドラッグ』（ごうほうドラッグ）は、CLAMPによる日本の漫画作品。
猫井椿が作画を担当した4つ目の作品。第2巻分までは『ミステリーDX』（角川書店）『少女帝国』に掲載していた。以後、『月刊Asuka』（同社刊）にて連載していたが、3巻で一旦終わっている（※話自体は全体の1/5しか進んでいない）。『ヤングエース』（同社）2011年12月号より、『ドラッグ&ドロップ』として新シリーズを開始した。番外編は、『脱法ドラッグ』（※本編とは関係の無いギャグ要素の内容だが、第3巻のみ本編第1話と繋がっている）。

## あらすじ
栩堂風疾は、雪の降る日の夜に街中で倒れていたところを火群陸王に助けられ、彼の下宿先であるみどり薬局に連れてこられる。その出来事を発端として、彼は陸王と共に、昼間はみどり薬局で“表の仕事”を、夜は“裏の仕事”をすることに。

## 登場人物

### みどり薬局
栩堂風疾（くどう かざはや）
主人公。陸王に助けられて以来、みどり薬局で住み込みバイトをしている。人や物に触れることで、その過去の記憶を見ることが出来るが、炯の記憶を見ることは出来ない。感情表現が豊かな直情型で、単純な性格。誰彼構わず（特に陸王に）弄られている。猫っぽい。端整な女顔のためか、よく女装させられる。実家に居た頃学校には通わず、炯と共に暮らしていた模様。世間知らずで、陸王に助けられた時は家事などが全くできなかった。
火群陸王（ひむら りくおう）
もう1人の主人公。みどり薬局で風疾と共同生活をしている。小さな物なら手を触れずに壊すことができる。仏頂面で寡黙。風疾に対して意地悪であり、よく彼を弄る。姉を捜している。女性客からの人気が高い。チョコレートが好物で、ひじきも好きらしい。背中と腕には、なにやら刺青が彫られている。
花蛍（かけい）
みどり薬局の店長兼『もうひとつのバイト』の元締め。少し先の未来を見ることができる。みどり薬局は、風疾と陸王の為に開いた。2人の過去を知っているらしい。斎峨とは友情以上に親しい関係。温和でいつも笑顔だが、怒ると非常に怖い様子。その正体は元風天使・翡翠の変装。
斎峨（さいが）
常にサングラスをかけている男性。月湖の捜索に関わっているらしく、情報を提供している。図体が大きい割に手先が器用で、料理から浴衣まで作れる。薬局の奥のソファでよく眠る。花蛍曰く「マグロ」。その正体は魔王の息子の黒燿の変装。

### 主要人物の関係者
栩堂炯（くどう けい）
幼少の頃、風疾と一緒に暮らしていた双子の妹。兄と瓜二つで、花が好きらしい。彼女も猫みたいな性格。人や物に触れることで、その未来の記憶を見ることが出来るが、風疾の記憶を見ることは出来ない。
火群月湖（ひむら つきこ）
陸王が捜している姉で、長い黒髪美人。料理も出来る様子。陸王の唯一の肉親でもある。数日先の未来を見ることが出来る。

### ゲストキャラクター
名雪智（なゆき さとる）
3巻にて登場。私立翠稜高等学校の副生徒会長。大きな黒い瞳、黒髪、白い肌でアリスの格好が似合うほど可愛いのに、発言は過激。向藤原に恋愛的に惹かれている。
向藤原浩介（むこうふじわら こうすけ）
3巻にて登場。私立翠稜高等学校の生徒会長。指輪の依頼をした張本人。陸王と同室で、背格好や外見は彼にそっくり。眼鏡をかけている。名雪のことが好きで、何かと気にかけていた。

## 単行本

### 合法ドラッグ
- あすかコミックスDX、角川書店
  1. 2001年6月 ISBN 978-4048533416
  2. 2002年6月 ISBN 978-4048535199
  3. 2003年8月 ISBN 978-4048536684
- 新装版、角川コミックス・エース、角川書店
  1. 2011年10月1日 ISBN 978-4-04-715796-5
  2. 2011年10月1日 ISBN 978-4-04-715797-2
  3. 2011年11月2日 ISBN 978-4-04-715798-9

### ドラッグ&ドロップ
- 角川コミックス・エース、角川書店
  1. 2013年2月1日 ISBN 978-4-04-120487-0
  2. 2013年10月23日 ISBN 978-4-04-120872-4

## 関連作品
XXXHOLiC
二日酔いで苦しむ侑子に、液キャベを買ってくるよう頼まれた四月一日が立ち寄った店＝みどり薬局。
このとき四月一日は、風疾の後ろに振袖の着物の女性(炯らしき人)を、陸王の後ろに長い髪の女性(月湖らしき人)の姿を見て、しかも（彼ら2人を）縁が深そうと感じている。表のバイト中は、風疾と陸王は協力して仕事をこなしている様子。風疾と陸王が調達していた水仙の壺と同じものが『XXXHOLiC』に登場している（つまり、壺をほしがっていた依頼主＝侑子）。
すき。だからすき
第2巻にて、旭ひなたと麻生史郎が登場している。風疾が、依頼の一環で入手する事になった女子高校の制服の持ち主が、ひなたである。
こばと。
みどり薬局らしき店、及び花蛍らしき人物が1コマのみ登場している。
Wish
ドラッグ＆ドロップ第2巻にて、栩堂と同じ苗字である生家と琥珀が登場している。共に花蛍と斎峨の本来の姿である翡翠と黒燿が登場する。